# 531
Раннє середньовіччя. У Східній Римській імперії триває правління Юстиніана I. Наймогутнішими державами в Європі є Королівство остготів на Апеннінському півострові та Франкське королівство, розділене на частини між синами Хлодвіга. У Західній Галлії встановилося Бургундське королівство.
Іберію та частину Галлії займає Вестготське королівство, Північну Африку — Африканське королівство вандалів та аланів, у Тисо-Дунайській низовині лежить Королівство гепідів. В Англії розпочався період гептархії.
У Китаї період Північних та Південних династій. На півдні править династія Лян, на півночі — Північна Вей. В Індії правління імперії Гуптів. У Японії триває період Ямато. У Персії править династія Сассанідів.
На території лісостепової України в VI столітті виділяють пеньківську й празьку археологічні культури. VI століття стало початком швидкого розселення слов'ян. У Північному Причорномор'ї співіснують різні кочові племена, зокрема гуни, сармати, булгари, алани.

## Події
- 19 квітня візантійське військо на чолі з Велізарієм зазнало поразки від персів у битві при Каллініку. Імператор Юстиніан I розпочав мирні переговори.
- Ув'язнені за вбивства деякі члени блакитної та зеленої партій на константинопольському іподромі, що призвело до бунту наступного року.
- У Константинополі розпочалося будівництво Святої Софії.
- Правителі франків Хлотар I та Теодеберт I захопили землі тюрингів.
- Хільдеберт I отримав звістку від сестри Клотільди, що її чоловік король вестготів Амаларіх погано з нею поводиться. Хільдеберт пішов походом на Септиманію і захопив Нарбонн. Амаларіх утік в Барселону, де його вбили власні воїни.
- Новим королем Королівства вестготів став Теудіс, колишній мечоносець Теодоріха Великого.
- Перський шах Кавад I помер у віці 82 років. Його спадкоємцем став Хосрав.